# Кальдера, Луис
Луис Кальдера (англ. Louis Caldera; род. 1 апреля 1956, Эль-Пасо, Техас) — семнадцатый глава Военного управления при Белом доме в январе — мае 2009 года. С 1998 по 2001 годы занимал пост государственного секретаря армии США.

## Биография
Луис Кальдера родился 1 апреля 1956 года в Эль-Пасо (Техас) в семье мексиканских иммигрантов. Когда ему было 4 года семья переехала в Калифорнию, где сначала жила в социальном жилье в Бойл-Хайтс, пригороде Лос-Анджелеса, а затем в Уиттиере. В 1978 году Кальдера окончил Военную академию США в Вест-Пойнте со степенью бакалавра наук, после чего с 1978 по 1983 год служил на действительной военной службе, в основном в Форт-Диксе (Нью-Джерси). В 1987 году он окончил Гарвардский университет со степенями доктора права и магистра делового администрирования.
Во время учёбы в Гарварде Кальдера встретил свою будущую жену Еву Орлебеке, у них родились три дочери — Аллегра, София и Камилла.
После окончания Гарварда Кальдера работал в юридических фирмах O’Melveny & Myers (1987—1990) и Buchalter, Nemer, Fields and Younger (1990—1991). В 1991—1992 годах он занимал должность заместителя юрисконсульта округа Лос-Анджелес.
В 1992—1997 годах Кальдера был членом законодательного собрания Калифорнии, где возглавлял Банковский и финансовый комитет, Комитет доходов и налогов, а также Бюджетный комитет.
В 1997 году перед окончанием третьего срока в законодательном собрании Кальдера объявил, что подаёт в отставку, чтобы стать директором-распорядителем и главным операционным директором Корпорации государственной и муниципальной службы. 22 мая 1998 года президент Клинтон назначил Кальдеру государственным секретарём армии США. 2 июля 1998 года он был приведён к присяге и занимал эту должность до 20 января 2001 года.
В 2003—2006 годах Кальдера был президентом университета Нью-Мексико, а в 2009 году — главой военного управления при Белом доме.
Кальдера является членом совета попечителей колледжа Клермонт Маккенна и Национального музея Второй мировой войны, а также членом Совета по международным отношениям.